# 佽飞庙
29°46′50″N 121°33′10.33″E / 29.78056°N 121.5528694°E
佽飞庙位于中国浙江省宁波市鄞州区姜山镇上张村，主祀唐明州刺史黄晟，现存为清代建筑，建筑坐北朝南，由门厅、戏台、厢房、佽飞宫、后殿等建筑组成，大门左右设有耳房，戏台位于门厅后面，原建筑毁于文革，2004年重建，佽飞宫于戏台正对，与主楼两边耳房相接，后殿位于最后，佽飞宫后部有两条过廊连接后殿，并与过道相接，2002年10月公布为鄞州区文物保护单位:429。